# Drăsliceni
Drăsliceni è un comune della Moldavia situato nel distretto di Criuleni di 3.029 abitanti al censimento del 2004

## Località
Il comune è formato dall'insieme delle seguenti località: (popolazione 2004)
- Drăsliceni (1.607 abitanti)
- Logăneşti (196 abitanti)
- Ratuş (1.226 abitanti)